# Liste der Monuments historiques in Montfermeil
Die Liste der Monuments historiques in Montfermeil führt die Monuments historiques in der französischen Gemeinde Montfermeil auf.

## Liste der Bauwerke
| Bezeichnung                  | Beschreibung | Standort                                                            | Kennzeichnung | Schutzstatus | Datum | Bild           |
| ---------------------------- | ------------ | ------------------------------------------------------------------- | ------------- | ------------ | ----- | -------------- |
| Château des Cèdres (Schloss) |              | 4, rue de l’Église (Lage)                                           | PA00079936    | Inscrit      | 1976  | weitere Bilder |
| Wohnhaus                     |              | 23, rue de l’Église (Lage)                                          | PA93000027    | Inscrit      | 2010  |                |
| Petit Château (Schloss)      |              | 2 bis/2 ter, rue de la Fontaine-Jean-Valjean Rue de l’Église (Lage) | PA00079937    | Inscrit      | 1984  | weitere Bilder |

## Liste der Objekte
- Monuments historiques (Objekte) in Montfermeil in der Base Palissy des französischen Kultusministeriums